# Louis Espinassous
Louis Espinassous, né le 23 mai 1951 en France, est un éducateur, biologiste, ethnologue, romancier, conteur et aujourd'hui berger, travaillant plus particulièrement dans l'éducation-nature. Il est connu, entre autres, pour ses livres pour la jeunesse et ses ouvrages sur l'animation nature.

## Biographie
Louis Espinassous vit dans les Pyrénées-Atlantiques, en vallée d'Ossau. Il a travaillé pendant vingt ans comme conseiller technique et pédagogique en Éducation Nature au sein du parc national des Pyrénées ainsi qu'à la Direction départementale jeunesse et sports des Pyrénées-Atlantiques.
Il a pu conjuguer, durant toutes ces années, recherche biologique et recherche ethnographique (éthologie et ethnologie de l'ours ; botanique et ethnobotanique ; ethnoécologie ; conte populaire et mythologie pyrénéenne) tout en travaillant avec de nombreux publics en tant qu'éducateur-nature / accompagnateur montagne (enseignement agricole, Éducation Nationale, associations et centres de vacances),,. Il anime des ateliers d'écriture pour développer l'expression libre des élèves. Par ailleurs, dans le cadre de la crise sanitaire du COVID-19, il propose de faire la classe dans la nature, une solution pour l'école déconfinée.
Louis Espinassous préconise une éducation plus proche de la nature, cette dernière disparaissant au profit « de la sécurité, de l’hygiène, de l’asepsie du vivant »,.
Parallèlement, il mène des actions d'enseignement et de formation, longues ou courtes, techniques ou pédagogiques, auprès de la profession agricole (métiers du pastoralisme), de l'université, des animateurs bénévoles et professionnels et des enseignants (primaire, secondaire, agricole). Il donne en particulier des conférences, comme sur le thème de la nuit. Il est régulièrement interrogé par les médias, par exemple sur France Inter.
Conteur dès son adolescence, il continuera, au fil des années, à conter pour les enfants et grands enfants en égrenant quelques publications naturalistes et ethnographiques, des documents pédagogiques comme le livre Pistes pour découvrir la nature avec les enfants ainsi qu'un roman et deux collections d'albums pour la jeunesse.

## Publications
Louis Espinassous a publié de nombreux ouvrages, notamment :
- Les Diamants de la grande ourse : deux oursons des Pyrénées, éditions de Faucompret (jeunesse), 1988
- Les Flammes de pierre, éditions de Faucompret, 1991
- La chute de Tête-Rouge, éditions de Faucompret, 1994
- Le loup, l'ours, le pastou, éditions Milan, 1994
- Pistes, pour la découverte de la nature et de l'environnement, éditions Milan, 1996[13],[14]
- Contes de terre du pays de Serres / écrits et ill. sous la dir. de Michel Cosem, Louis Espinassous et Michel Gertou, Penne-d'Agenais Foyer de jeunes, 1996
- Mille ans de contes sur les sentiers, Éditions Milan, 1998
- Petit chien dans la nuit, 1999
- La Porte du soleil : une marmotte aux Pyrénées, éditions de Faucompret, 2000
- Sauve-toi vite écureuil !, éditions Milan, 2000
- Jean de l'Ours, éditions Milan, 05/1990 réédition en 2012[15]
- Contes et légendes de l'arbre, 2003
- Le garçon qui vivait dans un arbre, éd. Rageot, 2004
- Trompette et le monstre du lac, éditions de Faucompret, 2010
- Pour une éducation buissonnière, éditions Hesse, 2010[16]
- Besoin de nature, éditions Hesse, 2014
- Au secours! mes petits-enfants débarquent! : guide de survie à l'usage des grands-parents, comment faire découvrir la nature aux enfants?, Éditions Plume de Carotte, 2015
- Louis Espinassous et Elise Bancon-Dilet (préf. Jean-Marie Pelt), Laissez-les grimper aux arbres, Les Presses d'Ile-de-France, mars 2015, 144 p. (ISBN 978-2708881549)
- Pistes : Pour découvrir la nature avec les enfants  (ill. Titwane), Terre Vivante, 9 mai 2018, 329 p. (ISBN 978-2360984046)
- Pour une éducation buissonnière, Hesse Editions, novembre 2019, 192 p. (ISBN 978-2357060449)
- Contes et Légendes de Fleurs et de Feuilles  (préf. Jacques Hesse), Hesse Editions, 13 novembre 2020 (ISBN 978-2357060616)
- Construis ta cabane : 24 modèles à réaliser  (ill. Sébastien Chebret, Amandine Labarre), Toulouse, Milan, 21 avril 2021, 64 p. (ISBN 978-2408027001)